# لي سافولد
لي سافولد (بالإنجليزية: Lee Savold)‏ مواليد 22 مارس 1916 في كنبي - الوفاة 14 مايو 1972 في نيوجيرسي، كان ملاكم محترف أمريكي صنّف ضمن فئة الوزن الثقيل.

## إحصائيات
خاض خلال مسيرته 137 نزالا، فاز في 90 وتعادل في 2 وخسر في 38. فاز بالضربة القاضية في 65 نزالا.

## روابط خارجية
- لي سافولد على موقع بوكس ريك (الإنجليزية) (registration required)